# Fissistigma crassicaule
Fissistigma crassicaule är en kirimojaväxtart som beskrevs av Ian Mark Turner. Fissistigma crassicaule ingår i släktet Fissistigma och familjen kirimojaväxter. Inga underarter finns listade i Catalogue of Life.